# Вашковецька міська рада
Вашкове́цька міська́ ра́да — адміністративно-територіальна одиниця та орган місцевого самоврядування в Вижницькому районі Чернівецької області. Адміністративний центр — місто Вашківці.

## Загальні відомості
- Населення ради: 6 404 особи (станом на 2001 рік)

## Населені пункти
Міській раді підпорядковані населені пункти:
- м. Вашківці
- с. Волока

## Склад ради
Рада складається з 30 депутатів та голови.
- Голова ради: Перч Микола Партенійович
- Секретар ради: Мар'янчук Наталія Володимирівна

### Керівний склад попередніх скликань
| Прізвище, ім'я, по батькові | Основні відомості                                                                        | Дата обрання | Дата звільнення |
| --------------------------- | ---------------------------------------------------------------------------------------- | ------------ | --------------- |
| Сидор Михайло Миколайович   | Міський голова, 1954 року народження                                                     | 26.03.2006   | 31.10.2010      |
| Перч Микола Партенійович    | Міський голова, 1962 року народження, освіта вища, член політичної партії «Наша Україна» | 31.10.2010   |                 |

Примітка: таблиця складена за даними сайту Верховної Ради України

### Депутати
За результатами місцевих виборів 2010 року депутатами ради стали:

#### За суб'єктами висування
| Суб'єкт висування                                       | Кількість обраних депутатів | %    |
| ------------------------------------------------------- | --------------------------- | ---- |
| Політична партія «Наша Україна»                         | 10                          | 33,3 |
| Політична партія Всеукраїнське об'єднання «Батьківщина» | 8                           | 26,7 |
| Народна партія                                          | 6                           | 20   |
| Політична партія «Фронт Змін»                           | 3                           | 10   |
| Політична партія «Сильна Україна»                       | 2                           | 6,7  |
| Партія регіонів                                         | 1                           | 3,3  |

#### За округами
| № округу                                                | Прізвище, ім'я, по батькові     | Дата визнання обраним | Освіта             | Партійна приналежність                        | Відомості про обраного депутата                                   |
| ------------------------------------------------------- | ------------------------------- | --------------------- | ------------------ | --------------------------------------------- | ----------------------------------------------------------------- |
| Народна Партія                                          |                                 |                       |                    |                                               |                                                                   |
| б/м                                                     | Макара Роман Павлович           | 05.11.2010            | вища               | член Народної партії                          | Вашковецький медичний коледж, викладач                            |
| б/м                                                     | Мельничук Георгій Васильович    | 05.11.2010            | вища               | член Народної партії                          | Вижницька дільниця ЧФ ДП «Нафтозазмережі», майстер газової служби |
| 1                                                       | Копчук Параска Анисимівна       | 05.11.2010            | вища               | позапартійна                                  | пенсіонер                                                         |
| 7                                                       | Мельничук Тамара Семенівна      | 05.11.2010            | вища               | позапартійна                                  | Вашковецька загальноосвітня школа І-ІІІ ст., вчитель              |
| 12                                                      | Бартків Василь Іванович         | 05.11.2010            | вища               | позапартійний                                 | приватний підприємець                                             |
| 13                                                      | Подольчук Руслан Миколайович    | 05.11.2010            | середня спеціальна | позапартійний                                 | Вашковецька міська рада, землевпорядник                           |
| Партія регіонів                                         |                                 |                       |                    |                                               |                                                                   |
| б/м                                                     | Гиршвельд Микола Ярославович    | 05.11.2010            | вища               | позапартійний                                 | тимчасово не працює                                               |
| Політична партія Всеукраїнське об'єднання «Батьківщина» |                                 |                       |                    |                                               |                                                                   |
| б/м                                                     | Баланюк Микола Георгійович      | 05.11.2010            | вища               | член Всеукраїнського об'єднання «Батьківщина» | МПП «Газсервіс», директор                                         |
| б/м                                                     | Банарюк Надія Хризантівна       | 05.11.2010            | вища               | позапартійна                                  | Вашківецька районна лікарня, лікар                                |
| б/м                                                     | Подольчук Сергій Георгійович    | 05.11.2010            | вища               | позапартійний                                 | Вижницький РЕМ, майстер                                           |
| 3                                                       | Гнатишин Іван Степанович        | 05.11.2010            | середня            | позапартійний                                 | ЗАТ «Агропромбуд», виконроб                                       |
| 5                                                       | Григорець Михайло Георгійович   | 05.11.2010            | вища               | позапартійний                                 | Вашківецький хлібзавод, директор                                  |
| 6                                                       | Борець Дмитро Миколайович       | 05.11.2010            | вища               | позапартійний                                 | Вашківецька загальноосвітня школа, вчитель                        |
| 9                                                       | Гнатишин Юрій Михайлович        | 05.11.2010            | вища               | член Всеукраїнського об'єднання «Батьківщина» | Вашківецька міська рада, інструктор по спорту                     |
| 11                                                      | Манюк Марія Іванівна            | 05.11.2010            | вища               | позапартійна                                  | Вашківецька района лікарня, лікар                                 |
| Політична партія «Наша Україна»                         |                                 |                       |                    |                                               |                                                                   |
| б/м                                                     | Костриба Віктор Миколайович     | 05.11.2010            | вища               | член Політичної партії «Наша Україна»         | приватний підприємець                                             |
| б/м                                                     | Танасійчук Василь Васильович    | 05.11.2010            | вища               | член Політичної партії «Наша Україна»         | Будинок юнацької творчості, директор                              |
| б/м                                                     | Курик Михайло Іванович          | 05.11.2010            | вища               | член Політичної партії «Наша Україна»         | Чернівецький облавтодор, майстер                                  |
| б/м                                                     | Перепелиця Ярослав Михайлович   | 05.11.2010            | вища               | позапартійний                                 | Вашківецька музична школа, директор                               |
| б/м                                                     | Крицька Галина Михайлівна       | 05.11.2010            | середня            | член Політичної партії «Наша Україна»         | Вашківецький хлібозавод, технолог                                 |
| 2                                                       | Лисан Іван Михайлович           | 05.11.2010            | середня спеціальна | член Політичної партії «Наша Україна»         | пенсіонер                                                         |
| 4                                                       | Хачман Михайло Георгійович      | 05.11.2010            | середня спеціальна | член Політичної партії «Наша Україна»         | Фермерське господарство «Край плюс», директор                     |
| 8                                                       | Мамалига Олег Онуфрійович       | 05.11.2010            | вища               | член Політичної партії «Наша Україна»         | Вашківецька міська лікарня, лікар                                 |
| 10                                                      | Мар'янчук Наталія Володимирівна | 05.11.2010            | вища               | член Політичної партії «Наша Україна»         | Вашківецька міська рада, секретар                                 |
| 15                                                      | Мірош Анатолій Миколайович      | 05.11.2010            | середня спеціальна | член Політичної партії «Наша Україна»         | Вашківецький міський ринок, контролер                             |
| Політична партія «Сильна Україна»                       |                                 |                       |                    |                                               |                                                                   |
| б/м                                                     | Сидор Людмила Тадеушівна        | 05.11.2010            | вища               | позапартійна                                  | Вашківецька міська рада, начальник відділу                        |
| 14                                                      | Хачман Іван Васильович          | 05.11.2010            | середня спеціальна | член Політичної партії «Сильна Україна»       | приватний підприємець, директор                                   |
| Політична партія «Фронт Змін»                           |                                 |                       |                    |                                               |                                                                   |
| б/м                                                     | Гарас Юрій Володимирович        | 05.11.2010            | вища               | член Політичної партії «Фронт Змін»           | тимчасово не працює                                               |
| б/м                                                     | Гавриш Іван Іванович            | 05.11.2010            | вища               | член Політичної партії «Фронт Змін»           | Вашківецький медичний коледж, викладач                            |
| б/м                                                     | Пенюк Василь Михайлович         | 05.11.2010            | вища               | член Політичної партії «Фронт Змін»           | Вашківецький спиртзавод, головний інженер                         |